# Johann Adam Osiander (Philologe)

Johann Adam Osiander

Johann Adam Osiander (* 15. August 1701 in Tübingen; † 20. November 1756 ebenda) war ein evangelischer Theologe und Philologe.

## Leben
Der Sohn des Mediziners Johann Adam Osiander (1659–1708) kam nach dem frühen Tod seines Vaters zu seinem Onkel Johann Osiander, der sich um dessen Ausbildung kümmerte. So hatte er die Schule seiner Heimatstadt absolviert und von Privatlehrern weitere Unterweisung erfahren. 1715 bezog er die Universität Tübingen, um zunächst ein philosophisches Grundstudium bei Revius, Johann Rudolph Osiander, Christian Hagmeier (1680–1746), Johann Eberhard Rösler  und Andreas Adam Hochstetter zu absolvieren.
Nachdem er sich 1717 den philosophischen Magistergrad erworben hatte, verfolgte er bei Johann Christoph Pfaff, Christoph Matthäus Pfaff, Gottfried Hofmann (1666–1728), Christian Eberhard Weißmann (1677–1747), Georg Konrad Pregizer (1675–1749) und Johann Christian Klemm ein theologisches Studium. Nach dem Abschluss eines gewöhnlichen Examens ging er 1718 als Vikar nach Waldenbuch und Neckar-Thailingen. Um einen akademischen Werdegang zu verfolgen, begab er sich 1720 wieder nach Tübingen, wo er Schlossprediger wurde und 1722 Repentent im dortigen theologischen Stift.
Nach kurzem Zwischenaufenthalt 1728 als Diakon in Calw wurde er 1730 Diakon in Tübingen, übernahm 1732 an der Tübinger Hochschule eine außerordentliche Professur der Philosophie, wurde 1739 ordentlicher Professor der griechischen Sprache. Als solcher wurde er 1744 Rektor des akademischen Guberniums, 1747 Ephorus des theologischen Stifts und erhielt danach die Würde eines Pädagogiarchen ob der Staig. Osiander hatte sich vornehmlich mit der Exegese und der Kritik des Neuen Testaments auseinandergesetzt. Daneben beschäftigte er sich mit der Metaphysik und polemisierte gegen die Seelenwanderung.

## Werke
- Diss. de immortalitate animae ex lumine rationis piobabili. Tübingen 1732
- Vollständige Dispositiones über die Sonn- und Festtagsevangelien und Episteln; nebst einem Anhange von Dispositionen zu Hochzeit- und Leichenpredigten. Tübingen 1736.
- Gens Osiandrina . . .
- Commentatio luculenta de moralitate foederum cum infidelibus initonum, ad Hugonis Grotii de iure belli et pacis L. II. cap. XV. § 8. Tübingen 1737
- Schediasma criticum de authentia clausulae orationis dominicae. Tübingen 1739
- Oratio de originibus variantium lectionum N. T. Tübingen 1739
- Oratio de MS. Codice N. T. Vaticano, Alexandrino, Graecis potioribus. Tübingen 1742
- Diss. de allegatione Jeremiae a Matthaeo cap. XXVII, 9. 10 facta. Tübingen 1742
- Diss. Tentamen conciliationis inter Evangelistas Marcum et Johannem de hora crucifixionis Christi. Tübingen 1743
- Orationum Biga de MSto codice Cantabrigiensi Gr. Lat. Theodori Bezae, et eiusdem cod. MS. Gr. Lat. Claromontano. Tübingen 1743
- Diss. de Zacharia, Barachiae filio in Flavio Jofepho inveniendo. Tübingen 1744
- Diss. Momentum particularum Graecarum in expositione, novi Test. per insignia quaedam specimina comprobatum. Tübingen 1744
- Oratio de obligatione hominis ad excolenda litterarum studio. Tübingen 1745
- Progr. de electione vitae generis. Tübingen 1745
- Diss. de auctoritate canonica dicti 1 Joh. V, 7 de tribus in coelo testibus. Tübingen 1746
- Diss. Messias Nazarenus vocandus, occasione dicti Matth. II, 23. Tübingen 1746
- Diss. nova de eodem argumento. Tübingen 1747
- Diss. de criterio veritatis. Tübingen 1747
- Diss. de praecipuis lectionibus variantibus in epiftolis catholicis N. T. occurrentibus. Tübingen 1748
- Diss. de conceptu Dei primo. Tübingen 1748
- Diss. de transmigratione animarum humanarum ex suis corporibus in alsa corpora. Tübingen 1749
- Diss. de investigatione existentiae et essentiae divinae per viam caussalitatis, eminentiae atque negationis. Tübingen 1749
- Diss. de principio contradictionis. Tübingen 1749
- Diss. Vindiciae scientrae in Deo mediae. Tübingen 1750
- Progr. de loco Tertulliani advcrsus Hermogenem cap. 8. Tübingen 1750
- Diss. Sciagraphia Theologiae naturalis practicae. Tübingen 1750
- Diss. critica de historia mulieris adulterae nod adulterina, ad Johan. cap. VIII, 1-11. Tübingen 1751
- Diss. hermeneutica de Davide panes propositionis accipiente ab Achimelecho Sacerdote summo, qui et dictus fuit Abiatbar, ad 1 Sam. XXI, i fqq. ex Marc. 11, 26. Tübingen 1751
- Diss. acadeinica pro iuterpunctione, quod columna et firmamentum veritatis sit magnum pietatis mysterium, ad 1 Timoth. III, 16. Tübingen 1752
- Diss. Exercitatio, qua ostenditur, duodecim postrema commata Marci cap. XVI exstantia eile genuina. Tübingen 1753 Continuatio. Tübingen 1753
- Diss. de vocabulis . . . Marc. XIII, 32 occurrentibus. Tübingen 1754
- Diss. de insigni additamento codicis Cantabrigiensis, quod post verba Christi, Matthaei cap. XX, 28 exstautia in eo legitur. Tübingen 1755
- Diss. critico-hermeneutica ad verba Johannis Baptistae Matth. III, commate undecimo occurrentia: ipse vos baptizabit Spiritu sancto et igne. Tübingen 1755
- Diss. de authentia cap. Job. XXI. Tübingen 1756
- Diss. qua recepta interpunctio in verbis Christi Luc. XXIII, 43 vindicatur. Tübingen 1756
- Oratio de lingua N. T. autheutica contra Job. Harduinum. Tübingen 1756